# Seznam českých vývojářů a vydavatelů počítačových her
Seznam českých vývojářů a vydavatelů počítačových her uvádí některé společnosti, které se zabývají vývojem a vydáváním počítačových her a působí v Česku.

## Seznam
| Jméno společnosti               | Předchozí jména                               | Rok vzniku | Rok zániku            | Sídlo                      | Významné hry                                                                              | Oficiální stránky                                                              |
| ------------------------------- | --------------------------------------------- | ---------- | --------------------- | -------------------------- | ----------------------------------------------------------------------------------------- | ------------------------------------------------------------------------------ |
| 2K Czech                        | Illusion Softworks                            | 1997       | Stále funguje         | Brno Praha                 | Hidden & Dangerous Mafia: The City of Lost Heaven Top Spin 4                              | http://www.2kczech.com/                                                        |
| AAAGAMES                        | -                                             | 2012       | Stále funguje         | Děčín                      | -                                                                                         | http://www.aaagames.cz/                                                        |
| About Fun                       | -                                             | 2011       | Stále funguje         | Praha                      | Mega Dead Pixel                                                                           | http://www.about-fun.com/home                                                  |
| Aimia                           | -                                             | 2009       | Stále funguje         | -                          | BubbleDoms                                                                                | https://web.archive.org/web/20130730074738/http://www.aimia.cz/cz/             |
| Alda Games                      | -                                             | 2013       | Stále funguje         | Brno                       | Zachraň šneka Sýrový svět Eggies Defend Your Life                                         | http://aldagames.com/                                                          |
| Allodium                        | -                                             | 2007       | Stále funguje         | Praha                      | Infinitum                                                                                 | http://www.allodium.eu/                                                        |
| ALTAR Games                     | Altar Interactive                             | 1997       | 2010                  | Brno                       | Original War Fish Fillets                                                                 | www.altargames.com                                                             |
| Altern                          | -                                             | 2012       | Stále funguje         | Praha                      | -                                                                                         | http://golem3d.com                                                             |
| Amanita Design                  | -                                             | 2003       | Stále funguje         | Brno                       | Samorost Machinarium Botanicula                                                           | http://amanita-design.net/                                                     |
| AnakreoN                        | -                                             | 1997       | Stále funguje         | Brno                       | Berušky                                                                                   | http://www.anakreon.cz/                                                        |
| Artax Apps                      | -                                             | 1998       | Stále funguje         | Brno                       | Laika: Dog in Space                                                                       | http://www.artaxapps.com/                                                      |
| BadFly Interactive              | -                                             | 2014       | Stále funguje[zdroj?] | Brno                       | TAUCETI Unknown                                                                           | http://www.badflyinteractive.com/                                              |
| Banzai Interactive              | -                                             | 2008       | Stále funguje         | Praha                      | Book of Legends                                                                           | http://www.banzaiinteractive.com/ Archivováno 18. 5. 2014 na Wayback Machine.  |
| BeerDeer Games                  | -                                             | 2011       | Stále funguje         | Praha                      | -                                                                                         | https://web.archive.org/web/20130615062249/http://www.nyrthos.com/about.html   |
| Black Element Software          | -                                             | 2000       | 2010                  | Praha                      | Alpha Prime                                                                               | http://www.blackelement.net/                                                   |
| Blueplop                        | -                                             | 2011       | Stále funguje         | Brno                       | Sea Empire                                                                                | http://www.blueplop.com/                                                       |
| Bohemia Interactive             | -                                             | 1999       | Stále funguje         | Mníšek pod Brdy Praha Brno | Operace Flashpoint Arma: Armed Assault Take On Helicopters DayZ                           | http://www.bistudio.com/                                                       |
| Boomer Games                    | -                                             | 2021       | Stále funguje         | Prostějov                  | Last Holiday                                                                              | http://www.lastholiday.game                                                    |
| CatLowe                         |                                               | 2021       | Stále funguje         | Brno                       | My cat friend - pet simulator CatLowe Memory Card Pet Hero vs Zombie CatLowe TapTap       | https://www.catlowe.com/                                                       |
| CBE Software                    | Cardboard Box Entertainment                   | 2006       | Stále funguje         | Brno                       | J.U.L.I.A.                                                                                | http://www.cbe-software.com/                                                   |
| Cenega Czech                    | Bohemia Interactive                           | 1993       | Stále funguje         | Praha                      | -                                                                                         | http://www.cenega.cz/                                                          |
| Centauri Production             | -                                             | 2000       | 2012                  | Praha                      | Pohádka o Mrazíkovi, Ivanovi a Nastěnce Memento Mori                                      | http://centauri.cz/                                                            |
| CGE Digital                     | -                                             | 2012       | Stále funguje         | Brno                       | Through the Ages: Příběh civilizace Galaxy Trucker                                        | http://www.czechgames.com/                                                     |
| Cinemax                         | -                                             | 1997       | Stále funguje         | Praha                      | Gumboy: Crazy Adventures Inquisitor                                                       | http://cinemax.cz/                                                             |
| Circus Atos                     | -                                             | 2012       | Stále funguje         | Praha                      | One City's Adventure                                                                      | http://www.circusatos.com/                                                     |
| Craneballs Studios              | -                                             | 2008       | Stále funguje         | Ostrava                    | Overkill                                                                                  | http://www.craneballs.com Archivováno 21. 1. 2013 na Wayback Machine.          |
| Cybernautica                    | -                                             | 2017       | Stále funguje         | Brno                       | BlackJack Diamond Series                                                                  | http://www.cybernautica.cz                                                     |
| Dactyl Group                    | -                                             | 2014       | Stále funguje         | Brno                       | -                                                                                         | https://www.dactylgroup.com/cs/vyvoj-mobilnich-her                             |
| Daniel Viktorin                 | -                                             | 2003       | Stále funguje         | -                          | MHD Simulator 2009                                                                        | http://en.daniel-viktorin.com/                                                 |
| Dead Crow Games                 | -                                             | 2012       | Stále funguje         | Brno                       | ShotDot                                                                                   | http://www.deadcrowgames.com                                                   |
| Digital life productions        | -                                             | 2012       | Stále funguje         | Hradec Králové             | Soccerinho                                                                                | http://dlpgames.com/                                                           |
| Disney Mobile Prague Studio     | -                                             | 2000       | 2014                  | Praha                      | Pirates of the Caribian Nemo's Reef ToyStory Smash it! Lone Ranger StarWars: Assault Team |                                                                                |
| Dreadlocks                      | -                                             | 2011       | Stále funguje         | Praha                      | Rune Legend Mimpi Mimpi Dreams Dex Ghost Theory                                           | https://web.archive.org/web/20130225043851/http://www.dreadlocks.cz/index.html |
| Dombee Softworks                |                                               | 2015       | 2017                  | Česká republika            | Winterstones, Watahell, a další nezávislé hry                                             | https://web.archive.org/web/20160110160437/http://dombee.eu/                   |
| eeGon Games                     | -                                             | 2012       | Stále funguje         | Praha                      | TurtleStrike                                                                              | -                                                                              |
| Enteron                         | -                                             | 2001       | Stále funguje         | Brno                       | 6 ženichů & 1 navíc                                                                       | http://www.enteron.com                                                         |
| Fanatic Games                   | -                                             | 2000       | Stále funguje         | Opava                      | -                                                                                         | http://www.fanaticgames.com                                                    |
| Falanxia                        | -                                             | 2007       | Stále funguje         | Praha                      | Spaced Away                                                                               | http://www.falanxia.com                                                        |
| Fat Funky                       | -                                             | 2007       | Stále funguje         | -                          | Kulivočko                                                                                 | -                                                                              |
| Fineway Studios                 | -                                             | 2013       | Stále funguje         | Brno                       | Vestige of the Past                                                                       | http://www.finewaystudios.com/                                                 |
| FiolaSoft Studio                | -                                             | 2002       | Stále funguje         | Praha                      | PacIn: Nermessova pomsta Blackhole                                                        | http://www.fiolasoft.cz/                                                       |
| Flow Studio                     | -                                             | 2011       | Stále funguje         | Praha                      | Sortee                                                                                    | http://www.flowstudio.cz/ Archivováno 30. 5. 2013 na Wayback Machine.          |
| Friml                           | -                                             | 2008       | Stále funguje         |                            | Předškolní brašnička                                                                      | http://friml.net/                                                              |
| Future Games                    | -                                             | 1999       | 2011                  | Beroun                     | Ni.Bi.Ru: Messenger of the Gods                                                           | -                                                                              |
| Gametoria                       |                                               | 2017       | Stále funguje         | Brno                       | Cartoon Strike                                                                            | https://www.gametoria.com/                                                     |
| Gamifi.cc                       | Wicked Games                                  | 2007       | Stále funguje         | Brno                       | Yggdrasil: The Tree of Life                                                               | https://web.archive.org/web/20140407091314/http://www.gamifi.cc/               |
| Geewa                           | -                                             | 2005       | Stále funguje         | Praha Brno Berlín          | Pool Live Tour Slovní fotbal Age of Defenders                                             | -                                                                              |
| Pixelfield                      | -                                             | 2012       | Stále funguje         | Praha                      | -                                                                                         | https://pixelfield.cz/                                                         |
| Grip Games                      | -                                             | 2009       | Stále funguje         | Praha                      | Foosball 2012                                                                             | http://www.grip-games.com/ Archivováno 2. 2. 2013 na Wayback Machine.          |
| Gumpanela                       | -                                             | 2005       | Stále funguje         | Praha                      | -                                                                                         | https://web.archive.org/web/20130615081141/http://samone.net/                  |
| Hangonit                        |                                               | 2011       | Stále funguje         | Brno                       | Rememoried                                                                                | http://hangonit.com                                                            |
| Hammerware                      | -                                             | 2005       | Stále funguje         | Brno                       | Family Farm                                                                               | https://web.archive.org/web/20120417222243/http://www.hammerware.cz/           |
| Handjoy                         | -                                             | 2005       | 2010                  | Praha                      | Ranní show Evropy 2 Bulánci (Java) Unesli Barmana                                         | http://www.handjoy.cz/                                                         |
| Hexage                          | -                                             | 2009       | Stále funguje         | Mníšek pod Brdy            | Radiant Defense                                                                           | http://www.hexage.net/                                                         |
| HGames-ArtWorks                 |                                               | 2014       | Stále funguje         | -                          | -                                                                                         | http://hgames.allyou.net Archivováno 22. 7. 2020 na Wayback Machine.           |
| Hyperbolic Magnetism            | -                                             | 2010       | Stále funguje         | Praha                      | Lums                                                                                      | http://www.hyperbolicmagnetism.com/                                            |
| Chaos Concept                   | -                                             | 2007       | Stále funguje         | -                          | UFO: Extraterrestrials                                                                    | -                                                                              |
| Icarus Games                    | -                                             | 2011       | Stále funguje         | Brno                       | Lost Civilization                                                                         | http://www.icarusgames.com/                                                    |
| IDEA Games                      | -                                             | 2005       |                       | Praha                      | Red Dragon[zdroj?]                                                                        | http://www.idea-games.com/ Archivováno 12. 5. 2012 na Wayback Machine.         |
| inDev Brain                     | -                                             | 2013       | Stále funguje         |                            | Dead Effect                                                                               | -                                                                              |
| Inputwish                       | -                                             | 2005       | Stále funguje         | Praha                      | Becherov                                                                                  | http://www.inputwish.com/                                                      |
| Keen Software House             | -                                             | 2007       | Stále funguje         | Praha                      | Miner Wars 2081 Medieval Engineers Space Engineers                                        | http://www.keenswh.com/                                                        |
| Last Step                       | -                                             | 2018       | Stále funguje         | Praha                      | Caution Fapping Simulator                                                                 | https://web.archive.org/web/20190418203457/http://www.cautiongame.eu/          |
| letzgame                        | -                                             | 2013       | Stále funguje         | Praha                      | Slots Ancient                                                                             | -                                                                              |
| Lightning Soft                  | -                                             | 2008       | Stále funguje         | -                          | Warped Times: Pres3nt                                                                     | http://lightningsoft.org                                                       |
| Lipa Learning                   | Lipa Games                                    | 2012       | Konkurs               | Praha, Brno                | Lipa Eggs Lipa Land                                                                       | https://www.lipalearning.com                                                   |
| LittleColor                     | -                                             | 2007       | Stále funguje         | Bradlec                    | Fruit Dating                                                                              | http://www.littlecolor.com/                                                    |
| Little Games Company            | -                                             | 2009       | Stále funguje         | Praha                      | Zulu's Zoo                                                                                | -                                                                              |
| Lonely Sock                     | -                                             | 2011       | Stále funguje         | Praha                      | Coral City                                                                                | http://www.lonelysockgames.com/ Archivováno 1. 3. 2013 na Wayback Machine.     |
| SZEINER                         | Cybersphere Entertainment, Lusorion Creatives | 2012       | Stále funguje         | Zbýšov                     | Azulgar: Star Commanders Cybershift NEO: Commanders                                       | https://szeiner.com                                                            |
| Madfinger Games                 | Mad Finger Games                              | 2010       | Stále funguje         | Brno                       | Samurai II: Vengeance Shadowgun Dead Trigger                                              | http://www.madfingergames.com/                                                 |
| Mael Software Group             | -                                             | 1994       | 1994                  | Děčín                      | Mavlin: Vesmírný únik                                                                     | -                                                                              |
| Main Quest                      |                                               | 2021       | Stále funguje         | Brno                       | Shy Eye Labyrinth: The Incredible Mystery, Rage Drivers                                   | https://www.mainquest.com/                                                     |
| Megacorp Tycoon team            |                                               | 2024       | Stále funguje         | Praha                      | Megacorp Tycoon                                                                           | https://www.megacorptycoon.com/                                                |
| Mindware Studios                | -                                             | 2002       | 2011                  | Praha                      | Cold War                                                                                  | -                                                                              |
| Mingle Games                    | -                                             | 2012       | Stále funguje         | Praha                      | Dark Lands                                                                                | http://www.mingle-games.com/ Archivováno 25. 4. 2014 na Wayback Machine.       |
| Morning Fail                    | -                                             | 2013       | Stále funguje         | Ústí nad Labem             | OVOpet                                                                                    | -                                                                              |
| mugeaters                       | -                                             | 2010       | Stále funguje         | Praha                      | Woozzle                                                                                   | http://www.mugeaters.com/ Archivováno 18. 12. 2013 na Wayback Machine.         |
| Mystiqular                      | -                                             | 2022       | Stále funguje         | Praha                      | Revive & Prosper                                                                          | https://reviveandprosper.com                                                   |
| mystoryous                      | -                                             | 2014       | Stále funguje         | Praha                      | VidereLux DinoParty Prehistory                                                            | http://www.mystoryous.com/                                                     |
| Napoleon Games                  | -                                             | 1994       | V likvidaci           | Praha                      | Colony 28 Brány Skeldalu                                                                  | http://ngweb.webnode.cz/                                                       |
| NoEZ games                      | -                                             | 2019       | Stále funguje         | Praha                      | Aledorn                                                                                   | http://noezgames.com/                                                          |
| NoSense                         | -                                             | 1994       | 1997                  | Brno                       | Dračí Historie                                                                            | -                                                                              |
| Nostromo Wireless               | -                                             | 2002       |                       | Praha                      | Twilight: The Movie Game                                                                  | http://wireless.nostromo.cz/ Archivováno 30. 3. 2010 na Wayback Machine.       |
| NOX GAMES                       | -                                             | 2005       | Stále funguje         | Brno                       | Green Archer                                                                              | http://noxgames.com/                                                           |
| Off Studio                      | -                                             | 2002       | Stále funguje         | -                          | Pět kouzelných amuletů                                                                    | http://www.offstudio.cz Archivováno 5. 12. 2020 na Wayback Machine.            |
| Paperash Studio                 | -                                             | 2013       | Stále funguje         | -                          | Dark Train                                                                                | https://www.paperash.com                                                       |
| Phoenix Arts                    | -                                             | 1994       | 1998                  | Praha                      | Paranoia                                                                                  | http://www.phoenix-arts.cz/                                                    |
| Plastic Reality Technologies    | -                                             | 2000       | 2006                  | Brno                       | El Matador                                                                                | http://www.preality.com/prtmain.html                                           |
| Pixalon Studios                 | -                                             | 2008       | Stále funguje         | Praha                      | UFO: Afterlight (verze pro mobily)                                                        | http://www.pixalonstudios.com/ Archivováno 23. 6. 2013 na Wayback Machine.     |
| Proxima - software nové dimenze | Proxima - Software                            | 1990       | Stále funguje         | Ústí nad Labem             | Jméno růže Indiana Jones Adventurer                                                       | http://www.proximasoftware.com/                                                |
| Playito                         | -                                             | 2012       | Stále funguje         | -                          | Scarab Tales                                                                              | http://playito.com/                                                            |
| Pterodon                        | -                                             | 1998       | 2006                  | Praha                      | Vietcong                                                                                  | https://web.archive.org/web/20120414110809/http://www.pterodon.com/            |
| Rake in Grass                   | -                                             | 2000       | Stále funguje         | Praha                      | Jets'n'Guns                                                                               | http://www.rakeingrass.com/                                                    |
| Reinto                          | -                                             | 2012       | Stále funguje         | Brno                       | Chytni Svojdu!                                                                            | http://www.reinto.cz                                                           |
| Running Pillow                  | -                                             | 2009       | Stále funguje         | Brno                       | Dragon Keeper                                                                             | http://www.runningpillow.com/                                                  |
| Silicon Jelly                   | -                                             | 2011       | Stále funguje         | Praha                      | Mimpi                                                                                     | https://web.archive.org/web/20140106173229/http://siliconjelly.com/            |
| SBC Games                       | -                                             | 2012       | Stále funguje         | -                          | Fruit Dating                                                                              | http://sbcgamesdev.blogspot.cz/                                                |
| SCS Software                    | -                                             | 1997       | Stále funguje         | Praha                      | Euro Truck Simulator Euro Truck Simulator 2 American Truck Simulator                      | https://web.archive.org/web/20110829062945/http://www.scssoft.com/index.php    |
| Sektan                          |                                               | 2018       | Stále funguje         | Čelákovice                 | SE VR World Demo Rangers Titan78                                                          | https://www.sektan.cz/                                                         |
| Sleepteam Labs                  | -                                             | 1996       | 2009                  | Praha                      | Polda Bulánci                                                                             | https://web.archive.org/web/20160110134954/http://sleepteam.com/               |
| Soulbound Games                 | -                                             | 2013       | Stále funguje         | Zlín                       |                                                                                           | http://www.soulboundgames.com/%5B%5D                                           |
| Terahype                        | -                                             | 2022       | Stále funguje         | Brno                       | Boom Castle                                                                               | https://terahype.com/                                                          |
| Top Galaxy                      | -                                             | 1997       | 2000                  | Přestanov                  | Dreamland: Final Solution                                                                 | -                                                                              |
| The Easy Company                | -                                             | 2007       | 2010                  | Praha                      | MotorM4X                                                                                  | -                                                                              |
| Trickster Arts                  | -                                             | 2012       | Stále funguje         | Praha                      | Hero of Many                                                                              | http://www.tricksterarts.com/                                                  |
| Trinerdis                       | -                                             | 2011       | Stále funguje         | Brno                       | Escapology                                                                                | https://web.archive.org/web/20130719001746/http://trinerdis.com/               |
| Unknown Identity                | -                                             | 1996       | 2005                  | -                          | Posel smrti                                                                               | -                                                                              |
| Vatra Games                     | -                                             | 2008       | 2012                  | Brno                       | Silent Hill: Downpour                                                                     | -                                                                              |
| Vochozka Trading                | -                                             | 1994       | 2008                  | Brno                       | -                                                                                         | -                                                                              |
| Warhorse Studios                | -                                             | 2011       | Stále funguje         | Praha                      | Kingdom Come: Deliverance                                                                 | http://warhorsestudios.cz/                                                     |
| Webgame                         | -                                             | 2001       | Stále funguje         | Praha                      | WebGame                                                                                   | https://www.webgame.cz/                                                        |
| Enzof Studio                    | -                                             | 2010       | 2019                  | Kolín                      | -                                                                                         | http://enzofstudio.cz                                                          |
| Zima Software                   | -                                             | 1995       | Stále funguje         | Praha                      | Polda                                                                                     | http://www.zima-software.cz/                                                   |
| Špidla Data Processing, s.r.o.  | -                                             | 1992       | Stále funguje         | Praha                      |                                                                                           | http://spidla.cz/                                                              |